# مسیر بزرگ
مسیر بزرگ (به انگلیسی: The Big Trail) یک فیلم پیشا-کد صفحه عریض اولیه در ژانر وسترن، ماجراجویی به کارگردانی رائول والش با جان وین به عنوان اولین نقش اصلی است. این فیلم در غرب ایالات متحده آمریکا فیلم‌برداری شده‌است.
در سال ۲۰۰۶، کتابخانه کنگره ایالات متحده این فیلم را از نظر فرهنگی، تاریخی یا زیبایی شناختی قابل توجه ارزیابی کرد و آن را برای نگهداری در فهرست فیلم‌های ملی انتخاب کرد و گفت: «یک داستان سفر در امتداد مسیر اورگان عظمتی با سیری با شکوه به تصویر کشیده توسط فیلم ۷۰ میلی‌متری گراندور است».

## داستان
کاروان بزرگی از مهاجران سعی در عبور از مسیر اورگان دارند. برک کولمن (جان وین) یک شکارچی جوانی است که از سفرهای خود در نزدیکی سانتافه به میسوری بازگشته است و می‌خواهد انتقام مرگ یک دوست قدیمی شکارچی را بگیرد که زمستان قبل از آن در مسیر سانتافه به خاطر خزهایش توسط فلاک (تایرون پاور سینیور) و نوچه‌اش لوپز (چارلز استیونز) کشته شده‌است. کلمن در یک پست تجاری بزرگ متعلق به شخصی به نام ولمور، فلاک را می‌بیند و بلافاصله به او مشکوک می‌شود که وی یکی از قاتلان است. فلاک نیز به همین دلیل کلمن را کسی می‌داند که اطلاعات زیادی در مورد قتل دارد. گروه بزرگی از مهاجران از کلمن درخواست می‌کنند که کاروان را در غرب مسیریابی کند و …

## دیدگاه منتقدان
در سال ۲۰۱۸، راتن تومیتوز به فیلم امتیاز ۱۰۰٪ می‌دهد.